# Microfiltrazione
La microfiltrazione è un processo di filtrazione che rimuove le particelle solide da un fluido o da un gas facendolo passare attraverso una membrana microporosa.

## Generalità
Il diametro dei pori delle membrane filtranti va dai 0,1 ai 10 µm. Si tratta di un processo molto simile a quelli di osmosi inversa, ultrafiltrazione e nanofiltrazione da cui differisce quasi esclusivamente per le dimensioni delle particelle trattenute.
Viene utilizzata principalmente nei processi di potabilizzazione dell'acqua per la rimozione dei batteri patogeni, e nell'industria alimentare per eliminare sostanze indesiderate da prodotti liquidi come vino o latte che ne possono causare il deperimento. Può essere usata anche negli impianti di trattamento delle acque reflue come trattamento finale per depurare completamente l'effluente chiarificato.

## Ambito di applicazione

### Trattamento delle acque
Alla microfiltrazione dell'acqua a volte si aggiungono scaglie di rame o argento microforate, essendo tali metalli antibatterici naturali e si antepone un processo di prefiltrazione articolata, basato sull'uso di principi attivi naturali (carboni attivi vegetali) capaci di raccogliere e trattenere a lungo sedimenti, cloro ed altre sostanze inquinanti. In questo caso per evitare la saturazione, nei grossi impianti, persone esperte devono monitorare la capacità di filtrazione rimasta.
Il processo vero e proprio avviene per mezzo di membrane, in genere con un diametro dei pori inferiore o uguale a 0,5 µm (micrometri), le quali hanno la funzione di trattenere nelle loro maglie i microrganismi, in caso di bevande limpide, come vino o birra, è possibile ottenere la totale "stabilità" microbiologica, utilizzando membrane con dimensione di griglia da 0,1 a 0,45 micron, dette assolute, impiegate anche nei dispositivi definiti purificatori, da non confondere con i "depuratori", disponibili anche per uso casalingo, adottati nel caso si desideri disporre di acqua priva di qualsiasi sostanza estranea ad esclusione dei sali minerali.

### Nell'industria alimentare

Filtro "danese" per il latte, prima del 1950

L'utilizzo di processi di microfiltrazione si è esteso progressivamente anche alle industrie alimentari, specialmente per il trattamento del vino e del latte, ma anche per tutti quegli elementi liquidi che necessitano di essere privati da sostanze indesiderate come batteri o altri microrganismi dannosi che ne comprometterebbero l'igiene.
Nel settore enologico la microfiltrazione sta gradualmente sostituendo il processo di pastorizzazione, poiché permette di mantenere le caratteristiche organolettiche del vino, rendendolo allo stesso tempo in grado di sopportare bene stress da trasporto o immagazzinamento.
Nel settore caseario vengono usate particolari membrane ceramiche, con pori dal diametro di circa 1,4 µm, poiché misure più strette non consentirebbero il passaggio della caseina.